# Aurora (Vorname)
Aurora ist ein weiblicher Vorname.

## Herkunft und Bedeutung
Der Name leitet sich vom lateinischen aurora „Morgenröte“ her.
Der Vorname Aurora ist in Deutschland eher selten, die Häufigkeit steigt aber. In Italien wurde der Vorname Aurora in den 2000er Jahren sehr häufig vergeben. Er war stets unter den zehn häufigsten Vornamen.

## Namenstage
- Deutschland: 1. April
- Finnland: 10. März (auch für Aura und Auri)
- Schweden: 10. März und 3. Juli

## Varianten
- Kurzform: Rory
- Französisch: Aurore
- Norwegisch: Ory
- Schwedisch: Aura, Aurore
- Finnisch: Aura, Auri, Auru, Auruura, Ruura, Ruuru
- Isländisch: Áróra
- Litauisch: Aušra
- Russisch: Avrora

## Namensträgerinnen

### Aurora
- Aurora Aksnes (* 1996), norwegische Sängerin
- Aurora Bautista Zúmel (1925–2012), spanische Schauspielerin
- Aurora Cunha (* 1959), portugiesische Langstreckenläuferin
- Aurora Dickie (* 1988), brasilianisch-deutsche Balletttänzerin und Solistin beim Staatsballett Berlin
- Aurora Galli (* 1996), italienische Fußballspielerin
- Aurora James (* 1984), kanadische Mode-Designerin und Mode-Unternehmerin
- Aurora von Königsmarck (~1663–1728), deutsche Pröpstin des Stiftes Quedlinburg, Geliebte Augusts des Starken
- Aurora Lacasa (* 1947), Schlagersängerin spanischer Abstammung
- Aurora Mardiganian (1901–1994), armenisch-amerikanische Schriftstellerin, Schauspielerin und Überlebende des Völkermords an den Armeniern
- Aurora Miranda (1915–2005), brasilianische Sängerin und Schauspielerin
- Aurora Nealand (* 1979), US-amerikanische Multiinstrumentalistin (Saxophone, Klarinette, Akkordeon, Stimme) des Jazz und Komponistin
- Aurora Pleșca (* 1963), ehemalige rumänische Ruderin
- Aurora von Qvanten (1816–1907), schwedische Schriftstellerin, Übersetzerin und Künstlerin
- Aurora Reyes Flores (1908–1985), mexikanische Künstlerin
- Aurora Rodríguez (1879–1955), eigentl. Aurora Rodríguez Carballeira, Spanierin und Romanfigur bei Erich Hackl
- Aurora "Rory" Block (* 1949), US-amerikanische Blues-Gitarristin, Sängerin und Songwriterin
- Aurora Snow (* 1981), US-amerikanische Pornodarstellerin
- Aura Twarowska (eigentlich Aurora Eleonora Avram; * 1967), rumänische Mezzosopranistin und Solistin
- Aurora Venturini (1922–2015), argentinische Schriftstellerin, Dichterin, Essayistin und Übersetzerin
- Aurora Ximenes (* 1955), Politikerin aus Osttimor
- Aurora Watten Mikalsen (* 1996), norwegische Fußballspielerin

Fiktive Figuren:
- Aurora, der Vorname von Dornröschen in der Verfilmung von Walt Disney (1959)
- Aurora, der Vorname des weiblichen Hauptcharakters in Babylon A.D. (2008)
- Aurora, der Vorname der Protagonistin im Film Passengers

### Aurore
- Aurore Bergé (* 1986), französische Politikerin (La République en Marche)
- Aurore Broutin (* 1982), französische Theater- und Filmschauspielerin
- Aurore Clément (* 1945), französische Schauspielerin
- Aurore Fleury (* 1993), französische Leichtathletin (Mittelstreckenlauf)
- Aurore Gaillet (* 1981), französische Rechtswissenschaftlerin und Professorin für Öffentliches
- Aurore Jéan (* 1985), französische Skilangläuferin
- Aurore Lalucq (* 1979), französische Ökonomin und Politikerin (Place publique), seit 2019 Mitglied des Europäischen Parlaments
- Aurore Mongel (* 1982), französische Schwimmerin
- Aurore de la Morinerie (* 1962), französische Künstlerin und Illustratorin
- Aurore Mimosa Munyangaju, ruandische Unternehmerin und Politikerin
- Aurore Onu (20. Jahrhundert), rumänische Bildhauerin des Art déco
- Aurore Sand (1866–1961), französische Schriftstellerin und Malerin

Zwischenname
- Amantine Aurore Lucile Dupin de Francueil, alias George Sand (1804–1876), französische Schriftstellerin